# Roztwór Dorogostajskiego
Roztwór Dorogostajskiego – płyn wykorzystywany do konserwowania organizmów żywych, szczególnie ryb. Pozwala na zachowanie naturalnych barw zwierzęcia, oraz umożliwia szczegółowe badania ich budowy wewnętrznej.

## Sposób przygotowania
Litr roztworu Dorogostajskiego zawiera:
- 20 g azotanu potasu
- 10 g chlorku sodu
- 10 g octanu sodu
- 10 g siarczanu sodu
- 30 cm³ stężonej (35-40%) formaliny
- 20 cm³ gliceryny